# Operacja Uran

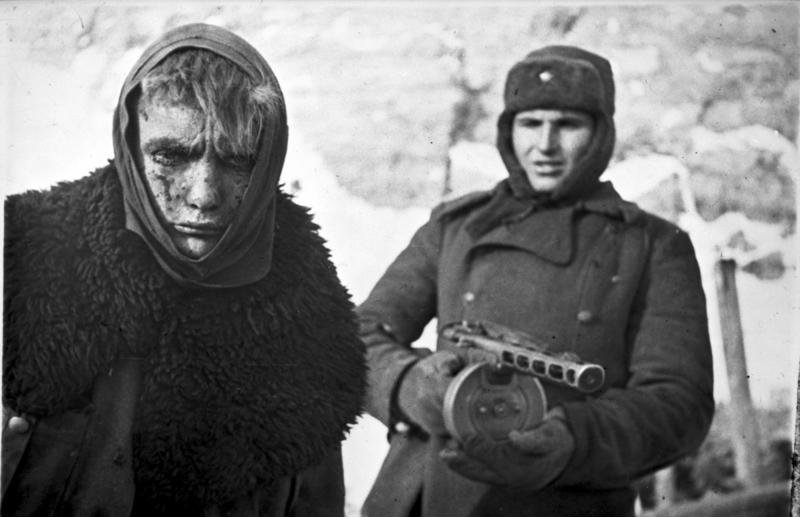
Żołnierz Armii Czerwonej eskortuje niemieckiego jeńca. Styczeń 1943

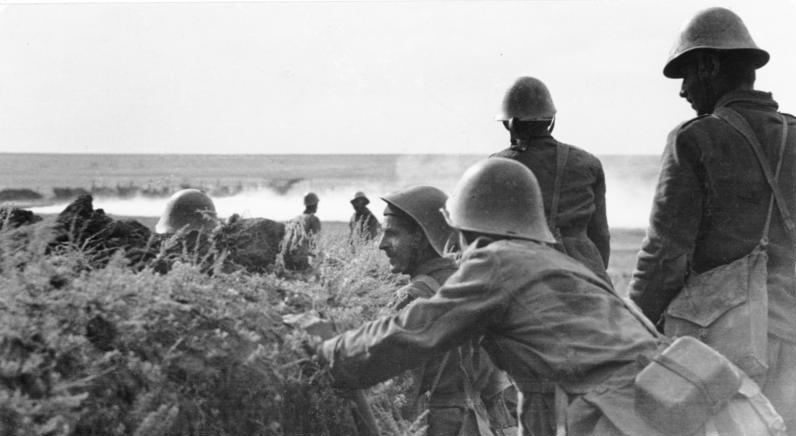
Rumuńscy żołnierze pod Stalingradem

Operacja Uran (ros. Операция Уран) – operacja zaczepna Armii Czerwonej mająca na celu odcięcie wojsk niemieckich i państw satelickich w rejonie Stalingradu, przeprowadzona w dniach 19 listopada 1942 – 2 lutego 1943 pod kryptonimem Operacja Uran.

## Przebieg operacji
Do odcięcia wojsk niemieckich w rejonie Stalingradu dowództwo Armii Czerwonej przygotowywało się bardzo starannie. Ostateczny plan operacji przedstawili Józefowi Stalinowi jako naczelnemu wodzowi 13 listopada 1942 generałowie: Gieorgij Żukow i Aleksander Wasilewski. Plan przy którego tworzeniu pracował też gen. Nikołaj Watutin został zaakceptowany z zapewnieniem dostarczenia wszelkich środków potrzebnych do jego wykonania. 
Gen. Żukow jako dowodzący operacją, otrzymał wolną rękę w jej przeprowadzeniu. Wiedząc, że jedno ze skrzydeł armii niemieckiej walczącej w Stalingradzie osłaniają wojska rumuńskie, węgierskie i włoskie (które są gorzej wyposażone), zadecydował że Stalingrad musi być utrzymany, a uderzenia muszą być przeprowadzone na pozycje wojsk sprzymierzonych z III Rzeszą.  
Atak zaplanowano na 19 listopada 1942.  Do jego wykonania przeznaczono milion żołnierzy i 1000 czołgów, którzy mieli przeprowadzić dwa uderzenia, od północy i od południa. Zgodnie z przewidywaniami wojska rumuńskie nie wytrzymały uderzenia. Front został przerwany na obu kierunkach, a zarówno 3 jak i 4 Armia rumuńska zostały rozbite. Do niewoli radzieckiej 21 listopada dostało się 27 000 żołnierzy. Kolumny wojsk pancernych parły do przodu aby zamknąć pierścień okrążenia. Kluczowe dla pomyślnego rozwoju operacji było uchwycenie mostu na rzece Don w miejscowości Kałacz. To zadanie wykonał płk Filippow przez zaskoczenie. Dowodząc oddziałem czołgów, z włączonymi światłami wjechał na most i zaskakując niemieckich żołnierzy opanował go. Do zamknięcia kleszczy doszło 23 listopada we wsi Sowietskij, leżącej obok Kałacza. Dokonali tego żołnierze z 4 Korpusu Pancernego i 4 Korpusu Zmechanizowanego.
Drogę oddziałów Armii Czerwonej uczestniczących w atakach znaczyły trupy żołnierzy i koni oraz porzucony sprzęt wojskowy. Resztki wojsk rumuńskich znalazły się w kotle, i do kapitulacji wojsk niemieckich w Stalingradzie utraciły 150 000 żołnierzy. Liczba ta obejmuje zabitych, rannych i zaginionych. Wśród jeńców wziętych przez Armię Czerwoną było dwóch rumuńskich generałów.
Utrzymanie operacji w tajemnicy było niespodziewanie skuteczne; częściowo dzięki radzieckim działaniom odwracającym uwagę, a częściowo przez niemiecki sceptycyzm dotyczący możliwości Armii Czerwonej do przeprowadzenia tak ambitnej operacji. Tajemnicy przestrzegano do tego stopnia, że nie został powiadomiony o niej nawet sztab gen. Wasilija Czujkowa, dowodzącego obroną Stalingradu.
Ponad ćwierć miliona żołnierzy Państw Osi zostało odciętych od źródeł zaopatrzenia akurat w momencie ataku srogiej zimy. Sytuacja Niemców pod Stalingradem była zła. 22 listopada gen. Friedrich Paulus wysłał telegram do Adolfa Hitlera informujący o tym, że 6 Armia została okrążona. Hitler zabronił Paulusowi podejmowania prób wyrwania się z okrążenia.
Feldmarszałek Hermann Göring, dowódca lotnictwa niemieckiego obiecał dostarczać okrążonym wojskom: żywność, broń, amunicję, oraz leki drogą powietrzną, w ilości 500 ton dziennie. Głównie z powodu działalności lotnictwa Armii Czerwonej, obietnice te zostały zaniżone do 100 ton dziennie, przyczyniając się do  klęski wojsk niemieckich i państw osi. Wiele samolotów użytych do transportu zaopatrzenia armia niemiecka bezpowrotnie utraciła.
Po ciosie jakim była śmierć około 150 000 żołnierzy, 2 lutego 1943 roku resztki 6 Armii Paulusa liczącej wówczas ok. 90 000 żołnierzy poddały się wojskom radzieckim. Operacja została skoordynowana z Operacją Mars pod Moskwą.

## Skutki
Operacja Uran Armii Czerwonej przebiegała szybko i sprawnie niczym wcześniejsze ataki niemieckie, co spowodowało, że po kilku dniach jej ostatni etap powtórzono i sfilmowano dla celów propagandowych. Przebieg operacji dowiódł, że wojska pancerne Armii Czerwonej są zdolne przeprowadzić skomplikowane manewrowe operacje, jeśli tylko dostaną czas na przygotowanie się do ich wykonania.
Po zwycięstwie stalingradzkim morale w społeczeństwie radzieckim znacząco się poprawiło, nastrój w Związku Radzieckim przepełniał triumfalizm i duma narodowa. Natomiast Niemcy wpadli w apatię po największej jak dotąd klęsce Wehrmachtu. Następnego dnia po kapitulacji niemieckiej 6 Armii w radiu w III Rzeszy notorycznie grano: Marsz pogrzebowy Zygfryda ze Zmierzch bogów Wagnera. W konsekwencji Operacji Uran armia niemiecka straciła status niezwyciężonej. Gen. Rodion Malinowski po klęsce ofensywy Mansteina mającej uratować odcięte wojska w Stalingradzie, stwierdził: W naszych żołnierzach było o wiele więcej energii i siły niż kiedyś. 
Podczas oblężenia Paulus został awansowany do stopnia feldmarszałka. Stał się przez to pierwszym od 1871 roku niemieckim feldmarszałkiem, który oddał się do niewoli. Według niektórych źródeł Hitler polecił mianować Paulusa feldmarszałkiem w nadziei, iż ten popełni samobójstwo, aby uniknąć „poddania swojej buławy”. 
Straty 6 Armii i współdziałających z nią wojsk państw Osi były ogromne: półtora miliona ludzi, 3 500 czołgów, 12 000 dział i moździerzy, 75 000 pojazdów mechanicznych, 3 000 samolotów.
Zwycięskie zakończenie operacji doceniono w Moskwie, sześciu dowódców uczestniczących w bitwie odznaczonych zostało orderem Suworowa, w tym gen. Żukow. Stalin awansował sam siebie, nadając sobie stopień marszałka Związku Radzieckiego.